# Brandi Chastain
Brandi Denise Chastain (ur. 21 lipca 1968 w San Jose) – amerykańska piłkarka, jedna z najbardziej utytułowanych zawodniczek w historii piłki nożnej, dwukrotna mistrzyni olimpijska, brązowa medalistka olimpijska, dwukrotna mistrzyni świata.

## Kariera
Brandi Chastain uczęszczała do Archbishop Mitty High School w San Jose w Kalifornii. W 1986 roku Brandi Chastain została nagrodzona tytułem Piłkarka Pierwszego Roku 1986 na University of California, Berkeley. Potem przeszła operację kolan, która spowodowała jej dwuletnią przerwę w grze. Przed sezonem 1989 przeniosła się do Santa Clara Broncos, którego wprowadziła w sezonie 1989 i 1990 do Finał Four NCAA.
Do klubowej kariery powróciła w 2001 roku do San Jose CyberRays, a potem reprezentowała barwy FC Gold Pride i California Storm.
Debiut Chastain w reprezentacji USA miał miejsce 1 czerwca 1988 roku w meczu przeciwko reprezentacji Japonii. Pierwsze bramki dla drużyny narodowej strzeliła 18 kwietnia 1991 roku w meczu eliminacyjnym do mistrzostw świata 1991 przeciwko reprezentacji Meksyku (12:0), w którym strzeliła 5 bramek. Po mistrzostwach, kontynuowała karierę klubową w Japonii, gdzie została wybraną MPV i do Jedenastki Sezonu 1993. Karierę reprezentacyjną zakończyła w 2004 roku. Łącznie w latach 1988–2004 rozegrała 192 mecze i strzeliła 30 goli.
Obecnie Brandi Chastain jest komentatorem sportowym. Dla stacji NBC Sport komentowała mecze piłki nożnej podczas igrzysk olimpijskich w Pekinie i Londynie.

## Największe sukcesy sportowe
- złoty medal Letnich Igrzysk Olimpijskich 1996 w Atlancie
- brązowy medal Letnich Igrzysk Olimpijskich 2000 w Sydney
- złoty medal Letnich Igrzysk Olimpijskich 2004 w Atenach
- złoty medal Mistrzostw Świata 1991
- złoty medal Mistrzostw Świata 1999
- brązowy medal Mistrzostw Świata 2003

## Statystyki
| Reprezentacja     | Rok  | Występy | Występy | Występy | Występy | Występy |
| Reprezentacja     | Rok  | Mecze   | Start   | Minuty  | Gole    | Asysty  |
| ----------------- | ---- | ------- | ------- | ------- | ------- | ------- |
| Stany Zjednoczone | 1988 | 2       | 0       | 87      | 0       | 0       |
| Stany Zjednoczone | 1991 | 13      | 4       | 546     | 7       | 1       |
| Stany Zjednoczone | 1993 | 2       | 0       | 84      | 0       | 1       |
| Stany Zjednoczone | 1996 | 23      | 23      | 1961    | 2       | 7       |
| Stany Zjednoczone | 1997 | 15      | 15      | 1319    | 2       | 2       |
| Stany Zjednoczone | 1998 | 24      | 22      | 1891    | 5       | 4       |
| Stany Zjednoczone | 1999 | 27      | 21      | 2035    | 5       | 5       |
| Stany Zjednoczone | 2000 | 34      | 32      | 2520    | 4       | 3       |
| Stany Zjednoczone | 2001 | 3       | 3       | 250     | 0       | 0       |
| Stany Zjednoczone | 2002 | 15      | 14      | 1061    | 4       | 0       |
| Stany Zjednoczone | 2003 | 14      | 13      | 1080    | 1       | 1       |
| Stany Zjednoczone | 2004 | 20      | 13      | 1149    | 0       | 2       |
| Career Total      | 12   | 192     | 160     | 13,983  | 30      | 26      |

## Życie prywatne
Brandi Chastain ukończyła Archbishop Mitty High School. Mieszka w San Jose, gdzie jej mąż, Jerry Smith, jest trenerem drużyny kobiecej Santa Clara University. Para ma jedno dziecko oraz Chastain ma jednego pasierba, syna Jerry'ego.